# Castell de Barxell
El castell de Barxell, al terme municipal d'Alcoi (a l'Alcoià, País Valencià) és una construcció medieval del segle xiii, hi ha documents que així ho testifiquen datats el 1264. Es troba a sobre un munt rocós, en mig d'una pineda, junt amb la carretera que uneix Alcoi i Banyeres de Mariola. Està situat en la partida rural de Barxell a 800 metres d'altitud. Molt prop de les Solanetes on es trobava un nucli d'època musulmana.
Es tracta d'una fortificació cristiana creada per a controlar la població mudèjar de la contornada. Encara que les cobertes han desaparegut, conserva tot el recinte murallat, un albacar, probablement d'època musulmana completament adaptat al terreny. Conserva restes d'espitlleres i les dues portes, estant situada la principal direcció a l'est. La seua funció era allotjar a la població de les alqueries veïnes en els temps de perill, com en les guerres contra Castella, en les que la seua guarnició era reforçada.

Planta aproximada del castell de Barxell.

El reducte principal, de construcció cristiana seguint les pautes dels castells musulmans de la zona està format per una nau de 5 x 20 i dos plantes que feia de magatzem i habitacle per a la tropa i una torre prismàtica de base quadrangular de 3,8 x 7 metres de base i d'uns 20 m d'alçada a la qual s'accedeix per un buit de reduïdes dimensions, acabat en arc de mig punt, tot açò articulat des d'un pati interior de 150 m² amb un aljub i pas de ronda de fusta. La torre comptava amb tres plantes (originalment dues) avui en dia desaparegudes. Tot el conjunt comptava amb nombroses espitlleres en les seues parets. A l'exterior es troben restes de construccions adossades, així com tàpies de gran alçada, tot construït en tàpia.
Tot el conjunt ocupa un total de 2860 m² i un perímetre de 239 metres.
En 1850 es va convertir en una masia patint diverses remodelacions en la seua fàbrica així com els terrenys limítrofs, sent abandonat l'any 1964 des del qual s'ha anat deteriorant progressivament. Bé d'Interés Cultural des de l'any 1996, en els últims anys ha canviat d'amo nombroses vegades sense que s'arribe a realitzar la rehabilitació exigida per l'ajuntament d'Alcoi per part dels seus propietaris.

## Imatges
| Torre del castell | Ruïna de l'entrada |

| Torre del Castell, Mas i Parc Natural de la Font Roja al fons |